# Meleiro
Meleiro is een gemeente in de Braziliaanse deelstaat Santa Catarina. De gemeente telt 7.063 inwoners (schatting 2009).

## Aangrenzende gemeenten
De gemeente grenst aan Araranguá, Ermo, Forquilhinha, Maracajá, Morro Grande en Nova Veneza.